# آر كيو-20 بوما
ايروفيرونمينت آر كيو-20 بوما هي طائرة بدون طيار تدار بواسطة بطارية صغيرة، تُطلق باليد وهي من إنتاج شركة AeroVironment ومقرها في كاليفورنيا. المهمة الرئيسية لهذه الطائرة هي المراقبة، وجمع المعلومات الاستخباراتية باستخدام كاميرا كهرو-ضوئية وكاميرا تعمل بالأشعة تحت الحمراء.

وتعمل هذه الطائرة -الموجهة عن بعد- مصاحبة لقوات المشاة وتوفر لهم تغطية كاملة في نطاق العمليات، ويمكنها العمل من على متن بعض سفن السطح.

## التصميم والتطوير

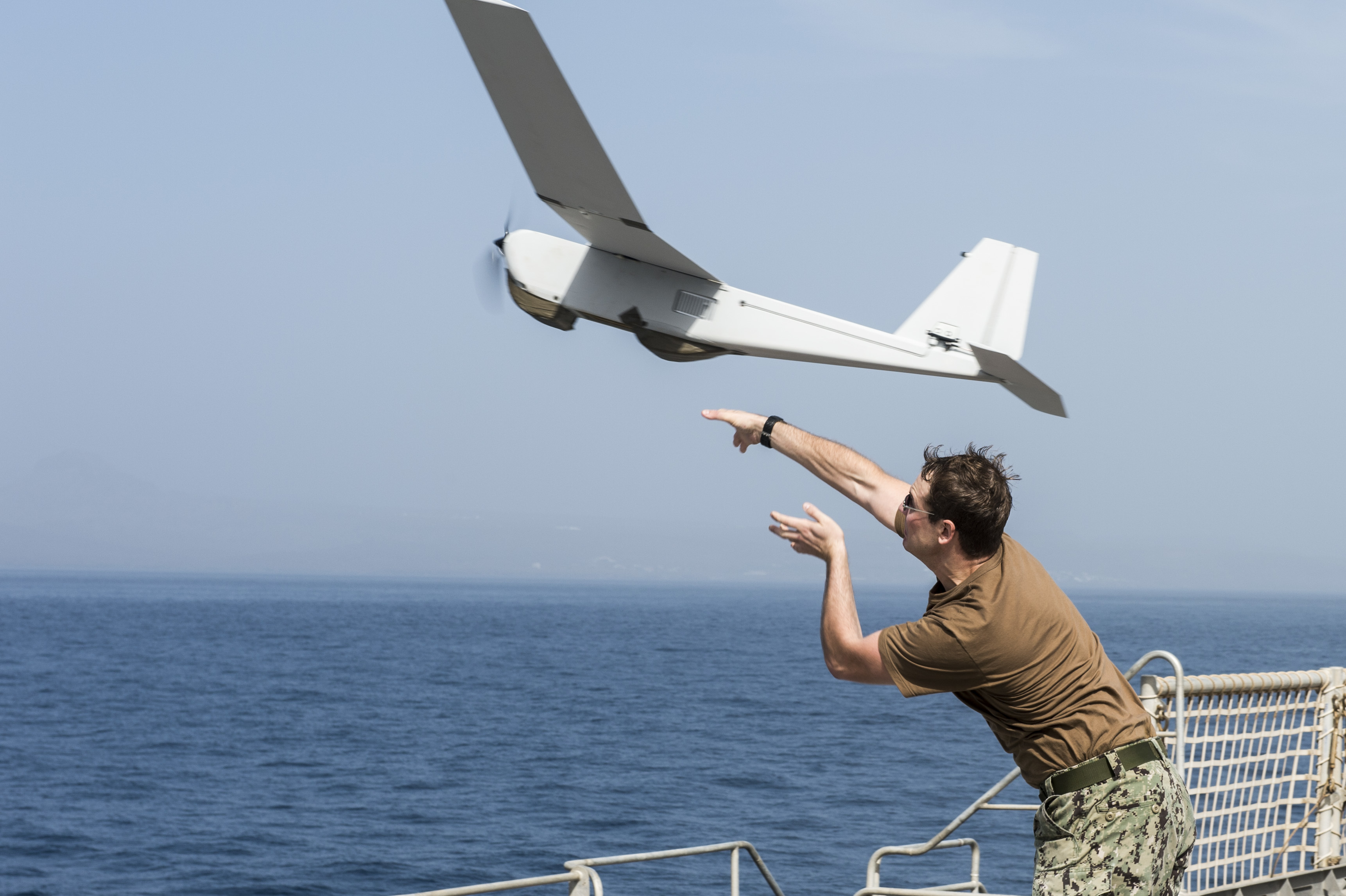
إطلاق RQ-20 Puma AE من على متن إحدى السفن

سبق وأن تم اختيار الطائرة -في عام 2008- من قبل قيادة العمليات الخاصة الأمريكية، وفي مارس 2012 أمر جيش الولايات المتحدة بطلب بوما لكل البيئات Puma All Environment AE  وتم تسميتها RQ-20A. 
وفي أبريل من نفس العام أمرت قوات مشاة البحرية والقوات الجوية للولايات المتحدة الأمريكية بطلبات مماثلة لوحدات من RQ-20A.
وكل منظومة عسكرية من RQ-20A  تضم ثلاث مركبات جوية واثنتين من المحطات الأرضية. ويمكن لبوما Puma AE أن تعمل تحت الظروف الجوية القاسية بما في ذلك درجات حرارة تتراوح من -29 إلى 49 درجة مئوية، وسرعة رياح تصل إلى 25 عقدة (46 كم/ساعة)، وبوصة واحدة من الأمطار في الساعة. 

في 26 يوليو 2013 ، أصبحت بوما Puma واحدة من أولى المركبات الجوية بدون طيار التي تمنح شهادة من إدارة الطيران الفيدرالية تسمح لها بالطيران في المجال الجوي الأمريكي للأغراض التجارية. وتوقعت ايروفيرونمينت AeroVironment نشر منظومة في الاسكا لدعم أطقم الاستجابة لتسرب النفط وكذلك لإحصاء الحياة البرية.

ويمكن لـبوما Puma إنجاز مهمات المراقبة بأمان في المواقع الخطرة في القطب الشمالي ، وهي أكثر أمانًا وأقل تكلفة وأكثر ملاءمة للبيئة من استخدام الطائرات المأهولة. وأتى الترخيص التجاري كنتيجة للترخيص العسكري السابق، والتفويض من الكونجرس بفتح المجال الجوي لمعظم الاسكا للطائرات الصغيرة بدون طيار.
كما قامت إدارة الطيران الفيدرالي (FAA) بإجازة Boeing Insitu ScanEagle والتي تقرر نشرها أيضًا في ألاسكا. وقد تم الترخيص لثلاثة طائراتPuma فقط وبشروط صارمة: يسمح لطائرة واحدة فقط من من هذه الفئة بالتواجد في الجو في كل مرة، ولا يمكنها الطيران عبر السحب أو الظروف الجليدية، ولا يمكنها الإقلاع أو الهبوط خلال ظروف أو حالة معينة للرياح. ولم تذكر الإجازات شيئاً عن مراقبة خط البصر.

## الطرز
RQ-20A Puma
RQ-20B Puma
Solar Puma
Enhanced Puma
LRTA Puma

## مواصفات
من واقع صحيفة بيانات Puma AE RQ-20B بموقع الشركة المنتجة

### الخصائص العامة
- الطول: 1.4 متر
- باع الجناح: 2.8 متر
- الوزن: 6.3 كجم

### الأداء
- السرعة: 47-83 كم / ساعة
- ارتفاع التشغيل: 152 متر
- المدى: 20 كيلومتر
- البقائية: أكثر من 3 ساعات باستخدام بطارية LE

## التصدير

### مصر
في مارس 2018 تم الإعلان عن عقد مع جمهورية مصر العربية بقيمة 10,387,470 دولار أمريكي تقوم بموجبه ايروفيرونمينت AeroVironment بتوريد عدد عشر طائرات غير مأهولة طراز RQ-20A Puma Block II بقيمة 3,992,351 دولار أمريكي، مع قطع الغيار اللازمة (905,639 دولار). ويشمل العقد أيضاً دعماً لوجستياً (3,702,025 دولار)، و12 معدة kit للاستطلاع والمراقبة والاستحواذ على الهدف RSTA بقيمة (308,385)، وكذلك تدريب 20 متدرباً (499,077 دولار).

في التدريب المصري المشترك "حارس الجنوب- 1"، والذي انعقد في الفترة مابين 16 إلى 29 من شهر أكتوبر 2021، ظهر الدرون في المقطع المصور الخاص بفاعليات التدريب. تم نشر الفيديو -بتاريخ 28 أكتوبر 2021- على موقع القوات المسلحة المصرية (وزارة الدفاع)، وكذلك على القناة الرسمية للقوات المسلحة المصرية على موقع يوتيوب. (روابط خارجية)

## المشغلون
بلجيكا - أنظمة عسكرية أمريكية من الموقع في عام 2017.
 مصر - تم التعاقد على 10 منظومات RQ-20 Puma AE II ، ويتم اكتمال التسليم بحلول عام 2020.
  الولايات المتحدة الأمريكية
- قيادة قوات العمليات الخاصة
- جيش الولايات المتحدة – 325 منظومة، واحدة لكل سرية مشاة و 18 منظومة لكل لواء.[13]
- قوات مشاة البحرية الأمريكية
- بحرية الولايات المتحدة
- القوات الجوية للولايات المتحدة
- الإدارة الوطنية للمحيطات والغلاف الجوي[14]

### موضوعات أخرى ذات صلة
- استخبارات ومراقبة واكتساب الهدف واستطلاع ISTAR

## روابط خارجية
- ختام فعاليات التدريب المصرى السودانى المشترك: حارس الجنوب- 1